# Osiedle Słoneczne (Zielona Góra)

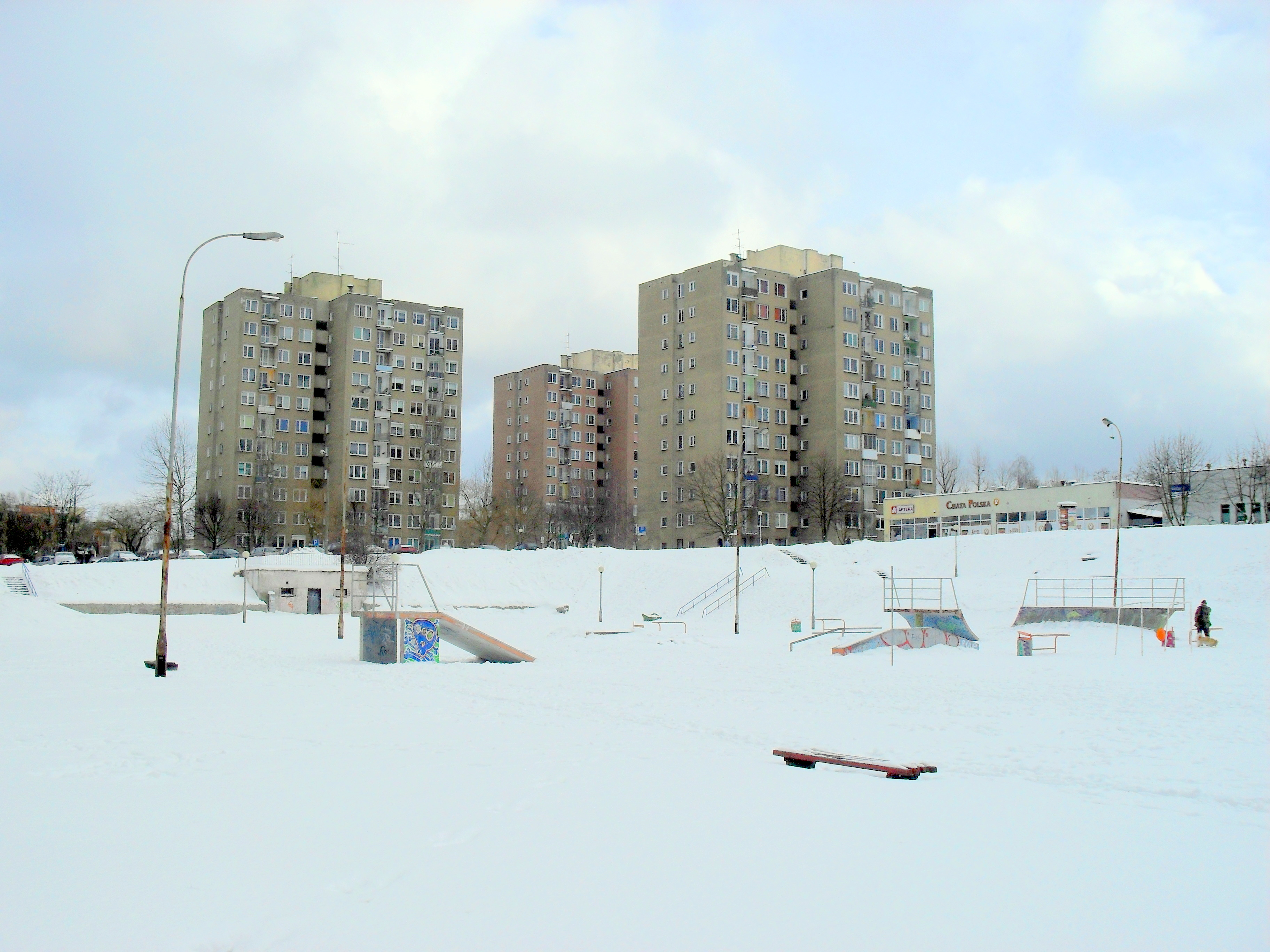
Skatepark w Kaczym Dole zimą

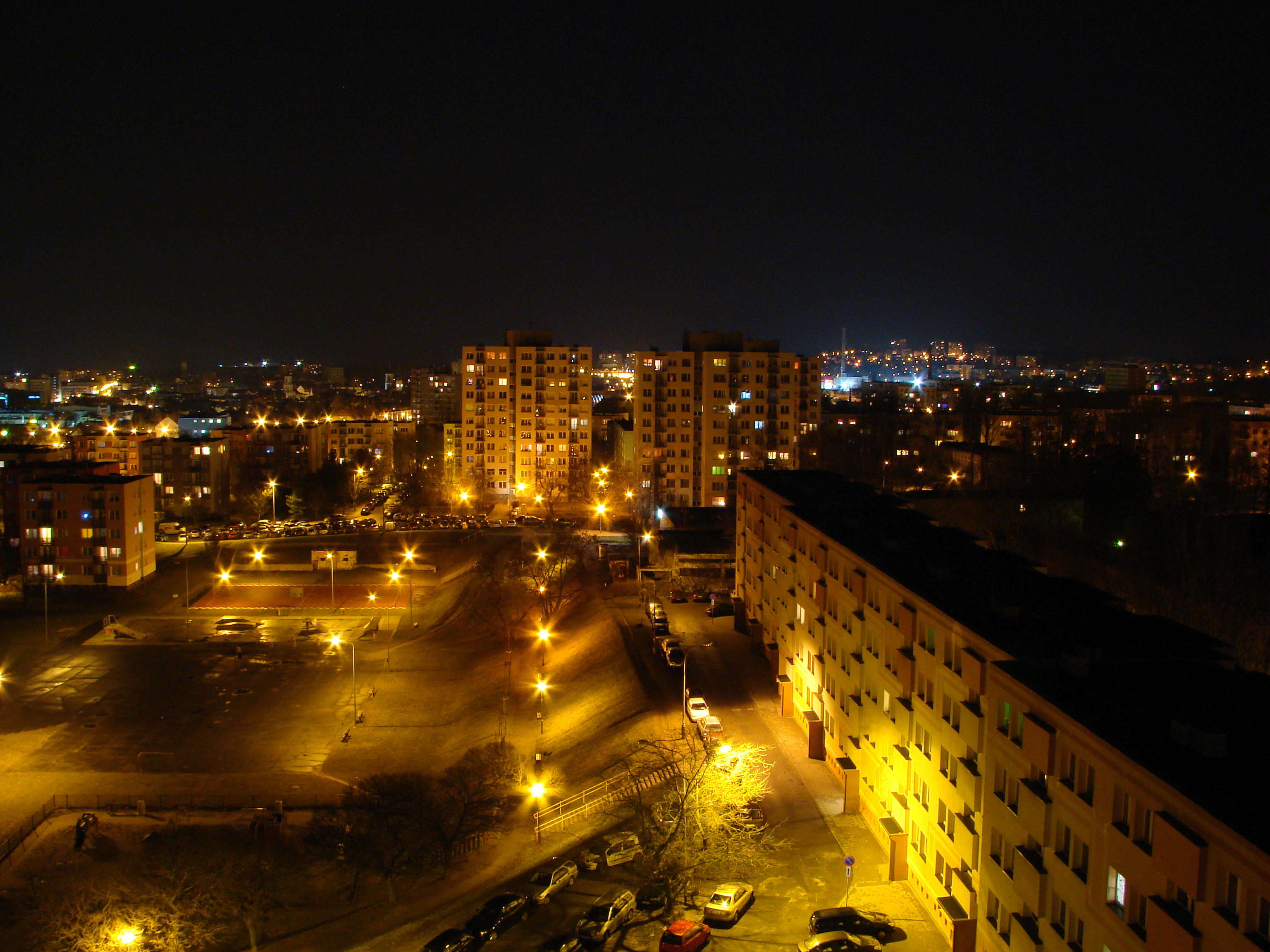
Widok na ulicę Monte Cassino i Kaczy Dół

Osiedle Słoneczne – osiedle mieszkaniowe a zarazem duża dzielnica mieszkalna miasta Zielona Góra, położone w środkowo-zachodniej części miasta, pomiędzy osiedlami Łużyckim, Piastowskim, Kilińskiego oraz Morelowym. Na osiedlu znajdują się przedszkola nr 7, 10, 21 i 20 oraz szkoły podstawowe nr 1 i 6. W północnej części osiedla znajduje się areszt. 
W centrum osiedla znajduje się tzw. Kaczy Dół ze skateparkiem.
Na skarpie ponad Kaczym Dołem znajdowała się jedna z najdłużej nieprzerwanie działających w Zielonej Górze kawiarni – klub „Roksana”, która po niemal 30 latach działalności zakończyła ją.

## Ulice na osiedlu
- ul. 1 Maja
- ul. Armii Krajowej
- ul. Łużycka
- ul. Monte Cassino
- ul. Stanisława Moniuszki
- ul. Morwowa
- ul. Powstańców Warszawy
- ul. Studzianki
- ul. Henryka Sucharskiego
- ul. Szarych Szeregów
- ul. Wiśniowa
- ul. Stefana Wyszyńskiego
- ul. Leopolda Okulickiego